# Kalanchoe tenuiflora
Kalanchoe tenuiflora är en fetbladsväxtart som beskrevs av Desc.. Kalanchoe tenuiflora ingår i släktet Kalanchoe och familjen fetbladsväxter. Inga underarter finns listade i Catalogue of Life.